# Brittiska Formel Renault 2005
Brittiska Formel Renault 2005 var ett race som vanns av Oliver Jarvis.

## Delsegrare
| Bana           | Vinnare            | Vinnare             |
| -------------- | ------------------ | ------------------- |
| Donington Park | Patrick Hogan      | Sean McIntosh       |
| Thruxton       | Alex Storckenfeldt | Oliver Jarvis       |
| Brands Hatch   | Oliver Jarvis      | Oliver Jarvis       |
| Oulton Park    | Oliver Jarvis      | Yelmer Buurman      |
| Croft          | Alex Storckenfeldt | Alex Storckenfeldt  |
| Snetterton     | Sean McIntosh      | Sean McIntosh       |
| Knockhill      | Sean McIntosh      | Sean McIntosh       |
| Donington Park | Yelmer Buurman     | Oliver Jarvis       |
| Silverstone    | Alex Storckenfeldt | Patrick Hogan       |
| Brands Hatch   | Yelmer Buurman     | Sebastian Hohenthal |

## Slutställning
| Plats | Förare              | Poäng |
| ----- | ------------------- | ----- |
| 1     | Oliver Jarvis       | 436   |
| 2     | Sean McIntosh       | 417   |
| 3     | James Jakes         | 397   |
| 4     | Sebastian Hohenthal | 380   |
| 5     | Yelmer Buurman      | 359   |
| 6     | Alex Storckenfeldt  | 337   |